# فيليسيتي ماسون
فيليسيتي ماسون (بالإنجليزية: Felicity Mason)‏ هي ممثلة أسترالية، ولدت في 14 نوفمبر 1976 بسيدني في أستراليا.

## أعمال

### مسلسلات
- العرض المتأخر مع ديفيد ليترمان

## وصلات خارجية
- فيليسيتي ماسون على موقع IMDb (الإنجليزية)
- فيليسيتي ماسون على موقع ألو سيني (الفرنسية)
- فيليسيتي ماسون على موقع قاعدة بيانات الفيلم (الإنجليزية)